# 斉藤光香
斉藤 光香（さいとう みか、1995年12月18日 - ）は、日本のタレント。
東京都出身。セントラル子供タレントに所属していた。1996年にデビュー。主にCMへの出演が多い。趣味はテレビゲームと映画鑑賞、特技は体操、英会話、水泳。
朝霞市立朝霞第五小学校（埼玉県）等を経て、埼玉県立蕨高等学校、明治学院大学卒業。

## 出演

### テレビ
- わたしが子どもだったころ タレント・劇団ひとり編（NHK）
- 特集ドラマ「海峡」（2007年11月、NHK） - 野中ひとみ役
- あなたには帰る家がある(日本テレビ）
- 北海道ムシ捕り冒険ツアー（2008年8月3日、日本テレビ） - 来代ひよりと共に出演
- ワーズハウスへようこそ（2009年4月4日 - 2022年3月26日、日本テレビ） - ことは 役（レギュラー）
- 夢路「この道の先には…母の大サービスがある!」（2007年12月9日、TBS）
- 月曜ミステリー劇場「金田一耕助シリーズ 神隠し真珠郎」（TBS）
- ドッカ〜ン!（2007年4月 - 7月、TBS） - レギュラー
- 薔薇の十字架（フジテレビ）
- ファースト・キス（フジテレビ）
- 「サザエさん」（フジテレビ、2009年11月15日） - サザエさん幼少 役（アルバム写真）
- 魔法戦隊マジレンジャー 第36話（テレビ朝日）
- 食卓から愛をこめて（テレビ東京）

### 映画
- 小森生活向上クラブ - 小森美香 役

### CM
- 積水ハウス「住宅」
- 花王「ハミング」「アタック」
- イオン「24時間テレビ」他
- ジャスコ「キッズシューズ」
- ブリストル・マイヤーズ「バファリン」
- 富士通ゼネラル「ホットマン」
- 日本コカ・コーラ「ミニッツメイド」
- ディズニー・チャンネル「Disney Channel」
- ワクイコーポレーション「ミルク飲み人形」
- マクドナルド「ハッピーセット ポケットモンスター」他、計5本
- 進研ゼミ「小学講座」
- パナソニック「3CCDデジカム」
- 穴吹工務店「あなぶきんちゃん」
- 任天堂Wiiソフト「ぼくとシムのまち」
- バンダイナムコゲームス「太鼓の達人Wii」

### 雑誌
- 赤ちゃんとママ
- ナイスディファミリー
- ミキハウスラブ
- おともだち
- マミィー
- 手作りママキディ
- PriPri（世界文化社）
- ピコロ（学研）
- 幼稚園「東京ディズニーシー特集 Press Preview」
- 小学一年生（表紙レギュラー）
- Prolog プロローグVol.31（2007年）

### その他
- 神田屋鞄製作所 カルちゃんランドセル「カタログ」
- 東芝「日経新聞&ネット広告」
- 日産自動車「新聞広告」
- オンワード樫山「組曲 カタログ ポスター」
- 不二家「店内/ 外ポスター」
- 三越「七五三カタログ店内ポスター」
- 乙葉 PV「一秒のリフレイン」 - 乙葉（幼少） 役
- テルモ「ミミッピ」
- アガツマ「ハローキティいちごのドレッサー パッケージ」
- ウォルト・ディズニー「雑誌＆広告」
- ミノルタ「カタログ  ポスター シール」
- 総務庁「チャイルドシート 新聞広告」
- タカタ「チャイルドシート 各雑誌掲載」
- 日本コカ・コーラ「HP スチール」